# Кубла строката
Кубла строката (Dryoscopus cubla) — вид горобцеподібних птахів родини гладіаторових (Malaconotidae). Мешкає в Африці на південь від екватора. Утворює надвид з північною кублою.

## Опис
Довжина птаха становить 17 см. Верхня частина тіла самців чорно-біла: спина біла, крила і хвіст чорні. Верхня частина голови чорна, очі червоні. Нижня частина тіла білосніжна. У самиць перед очима чорна смуга, решта голови світліша, ніж в самця. Спина сірувата, нижня частина тіла має сіруватий або охристий відтінок. Молоді птахи нагадують самиць, однак мають коричневі дзьоби і карі очі, тоді як верхня частина тіла і боки сіруватіші, на нижня частина тіла більш охриста.

## Підвиди
Виділяють п'ять підвидів:

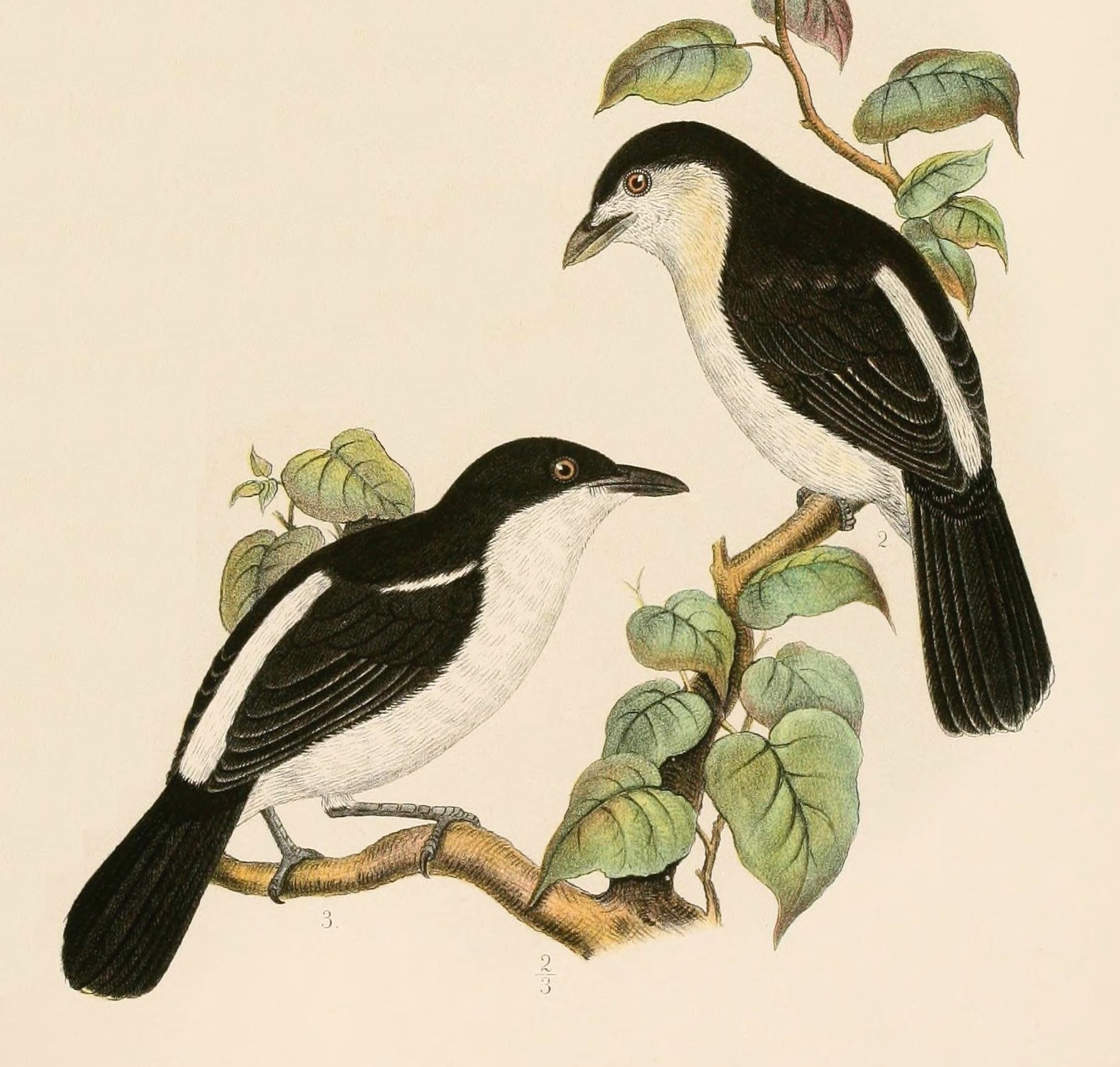
Пара строкатих кубл (підвид D. c. hamatus)

- D. c. affinis (Gray, GR, 1837) — поширений на східному узбережжі Сомалі, на узбережжі Кенії і Танзанії та на близьких островах. Представники підвиду D. c. affinis не мають білих плям на перах. У самця на плечах біла смуга, у самиці — сірувата. Перед очима у самиці чорна пляма.;
- D. c. nairobiensis Rand, 1958 — поширений в центральній Кенії та північній Танзанії на сход від Великої рифтової долини. Представники підвиду D. c. nairobiensis мають менші розміри, забарвлення подібне до забарвлення представників підвиду D. c. hamatus, однак у самиць є чорна пляма перед очима.;
- D. c. hamatus Hartlaub, 1863 — поширений від північної Анголи до південно-західної Кенії, східної Танзанії, Мозамбіку та північного сходу ПАР. Представники підвиду D. c. hamatus мають білу нижню частину спини і гузку у самців, сіру у самиць. Махові і покривні пера мають широкі білі краї, на плечах білі плями. Райдужки червоні.;
- D. c. okavangensis Roberts, 1932 — поширений на півдні Анголи, в Намібії, південній Замбії та на півночі ПАР. Представники підвиду D. c. okavangensis мають білосніжну нижню частину тіла, нижня частина спини і гузка сірі. Махові і покривні пера мають широкі білі краї. У самиць білі "брови", райдужки червоні.;
- D. c. cubla (Latham, 1801) — поширений на південному сході ПАР. Представники підвиду D. c. cubla мають сіру нижню частини спини і гузку, живіт білосніжний. Махові і покривні пера мають вузькі білі краї, райдужки оранжеві.

## Поширення і екологія
Строкаті кубли мешкають в Африці на південь від екватора, від Сомалі до південного узбережжя ПАР. На більший частині свого ареалу це єдиний вид роду Кубла (Dryoscopus). Сктрокаті кубли живуть в садах, прибережних і мангрових заростях, лісових масивах, вологих (рідше посушливих) саванах, бушвельдах, на узліссях гірських лісів, на висоті до 2200 м над рівнем моря. Це осілий вид птахів на всьому ареалі.

## Поведінка
Строкаті кубли живуть парами в кронах дерев, іноді приєднуються до змішаних зграй птахів. Харчуються комахами, іншими безхребетними, доповнюють свій раціон фруктами.
Строкаті кубли стають здобиччю ангольських яструбів, а їх гнізда розорюються сіроголовими гладіаторами. Строкаті кубли є жертвою гніздовіого паразитизму чорної зозулі (Cuculus clamosus) і жовтогрудого дідрика (Chrysococcyx cupreus)

### Розмноження
Строкаті кубли є моногамним видом. Сезон розмноження триває з вересня по січень, в різних регіонах починається раніше або пізніше. Гніздо будує самиця впродовж 10 днів, під час яких самець перебуває поряд. Його довгі, світлі та пухкі пера стають дибки так, що птах формою нагадує кулю. Гніздо чашоподібне, зроблене зі сплетених стрічок кори, скріплених павутинням, і обкладених хмизом. В кладці 2—3 яйця, які відкладаються з інтервалом в кілька днів. Інкубаційний період триває 13—14 днів. Пташенята покидають гніздо на 18-й день.

## Галерея

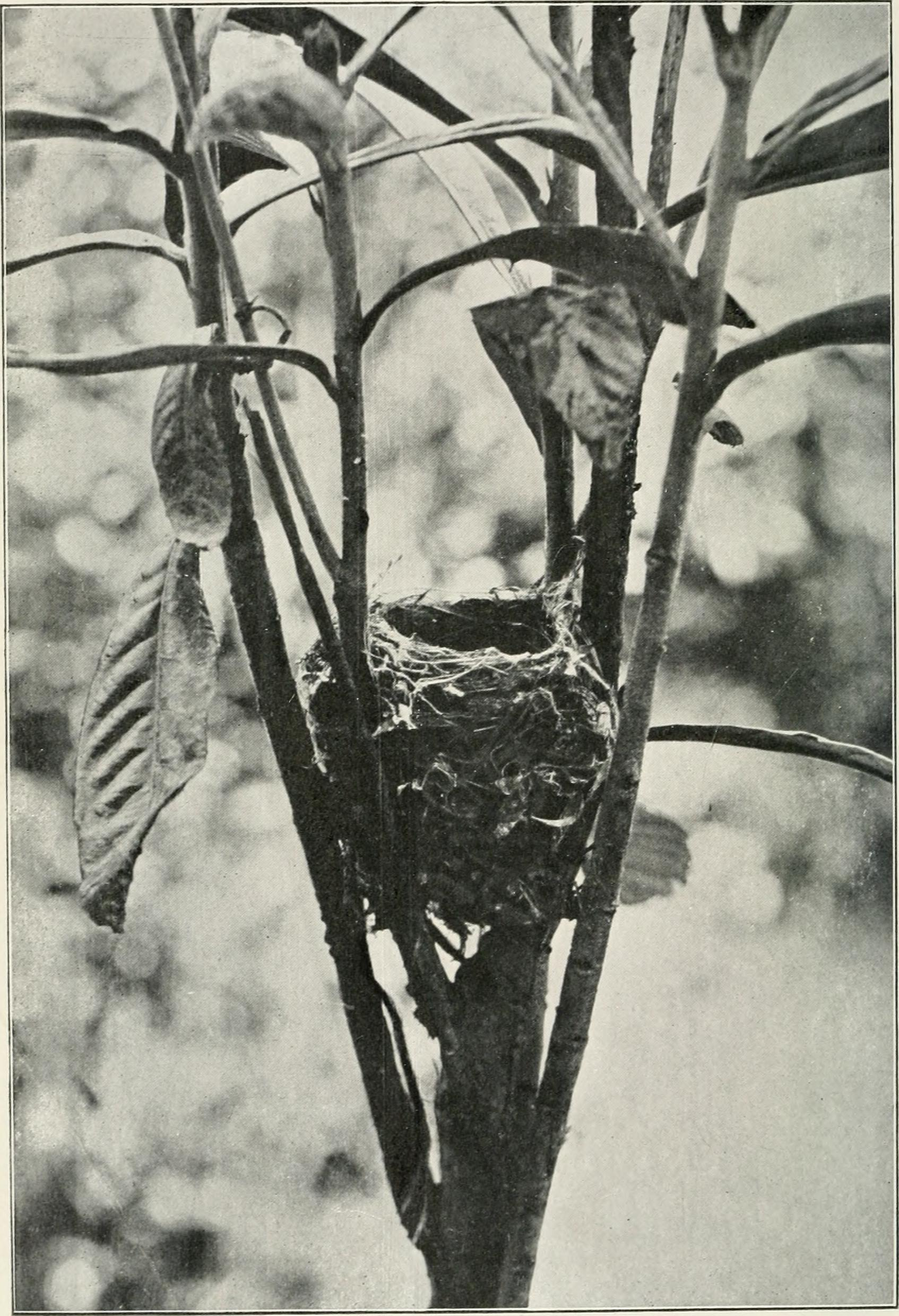
Гніздо строкатої кубли
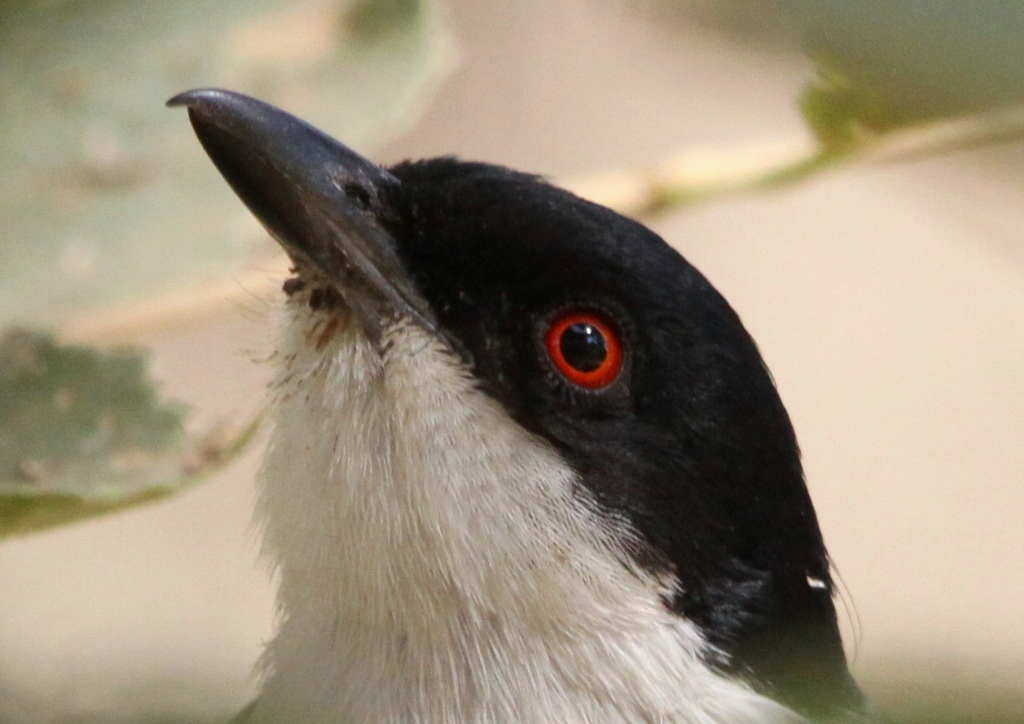
Голова самця
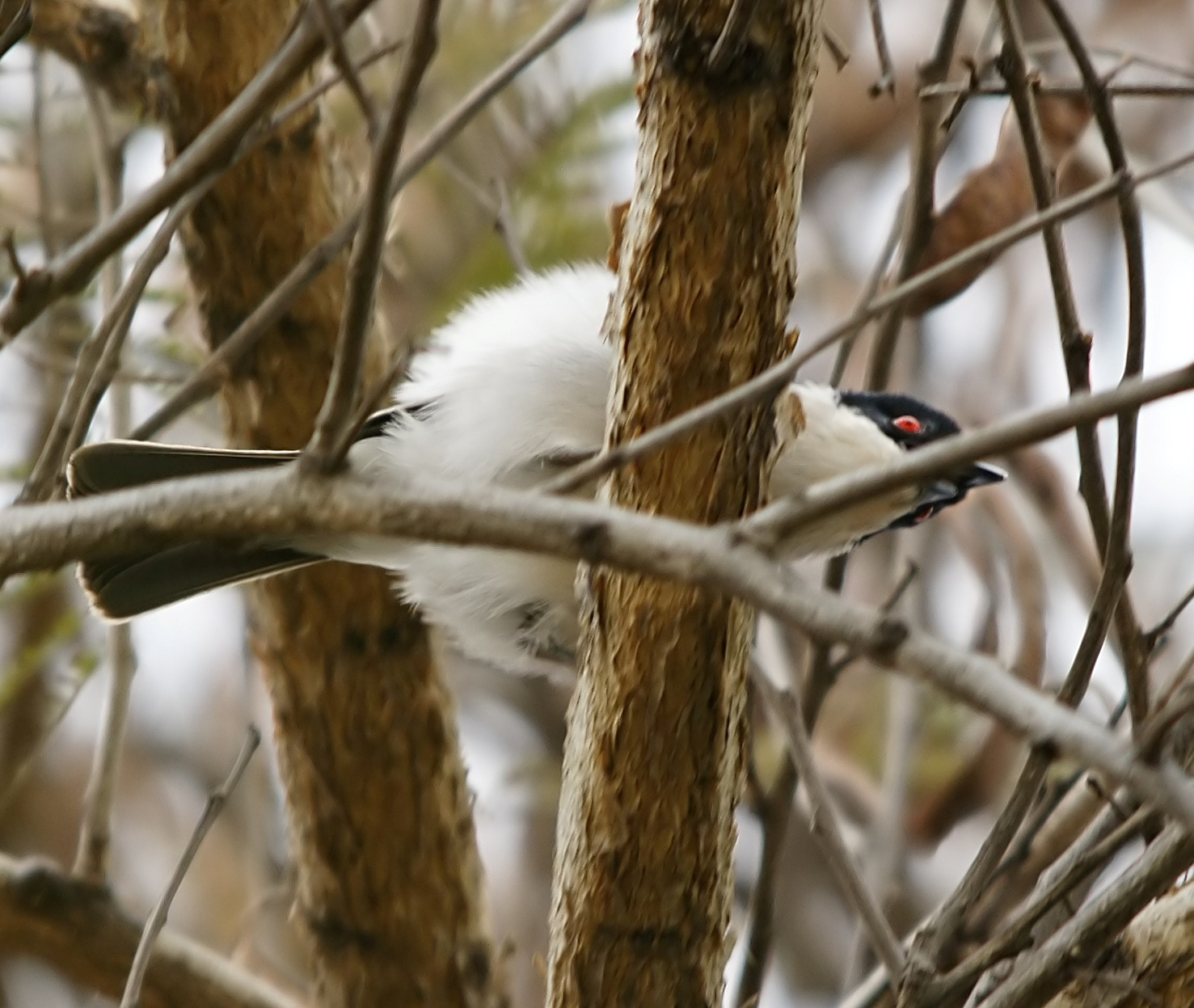
Самець з розпушеним пір'ям
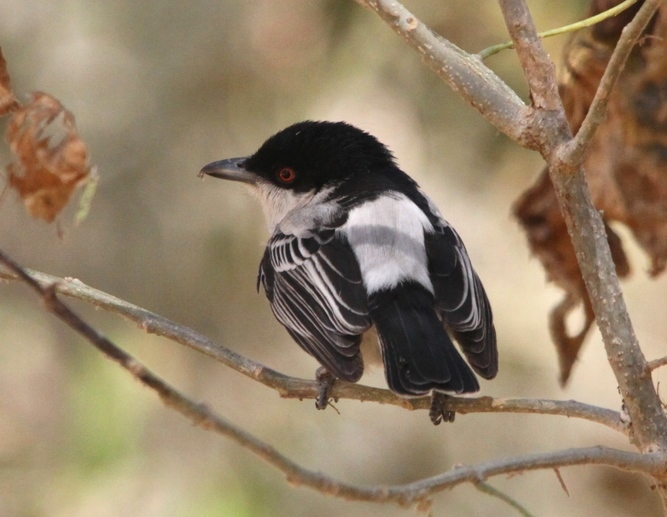
Самець строкатої кубли демострує білу спину.